# سوره دل
سوره دل (پرَگیا-پارَمیتا-هریدیه-سوترا) از مهم‌ترین قطعات نوشتاری بودیسم است.
سوره دل از مهم‌ترین بخش‌های سوره‌های فراسوی فرزانگی (پرگیا پارمیتا) است.